# Kostel svatého Jana Křtitele (Višňové)
Kostel svatého Jana Křtitele se nachází na návsi městyse Višňové. Kostel je farním kostelem římskokatolické farnosti Višňové u Znojma. Jde o jednolodní renesanční stavbu s raně gotickým jádrem. Kostel je chráněn jako kulturní památka České republiky. Kostel je orientovanou stavbou s pětihranným kněžištěm, na obou stranách presbytáře jsou sakristie, nad jižní sakristií je oratoř, součástí je také sedilie s kružbami a sanktuárium a renesanční portál z roku 1596. Kostel je zastřešen křížovou žebrovou klenbou s renesančními ornamenty. 

## Historie
Kostel měl existovat již v době první písemné zmínky o obci v roce 1234, kostel by měl pocházet ve své gotické podobě z druhé poloviny 13. století. Na počátku 16. století byl kostel přestavěn. V roce 1596 byl pod věží postaven renesanční portál. Dále pak byl kostel upraven v roce 1696 a mezi lety 1896 a 1901. V roce 1869 byla znovu založena farnost Višňové. Kostel v roce 1901 získal současnou podobu, fasáda kostela v roce 1901 byla provedena v historizujícím slohu. Došlo také ke zvětšení kůru a k odstranění vnitřního schodiště ke kůru a k postavení nového zvnějška věže. Interiér kostela byl výrazně upraven mezi lety 1952 a 1955, kdy byly boční oltáře nahrazeny novými a byl také upraven hlavní oltář a rekonstruována kazatelna. Mezi lety 2008 a 2009 byla rekonstruována fasáda kostela. Kostel pak získal od Jihomoravského kraje ocenění za druhou nejlépe rekonstruovanou památku v roce 2008.
Do roku 1826 kolem kostela byl umístěn hřbitov a pod presbytářem existovala hrobka hrabat. 
Při kostele stojí věž, do které byly instalovány v roce 1973 nové hodiny a v roce 1989 byla upravena střecha věže, původní střecha z pálených tašek byla nahrazena měděnou. Ve věži kostela byly zvony z roku 1284, 1699 a 1767. V roce 1825 věž postihl požár a zvony z roku 1284 a 1767 byly roztaveny a již v tomtéž roce byly pořízeny zvony svatého Jana Křtitele a svatého Floriána. Nové zvony pak byly zakoupeny také v roce 1885. Zvony pak byly v roce 1917 rekvírovány a tři nové pak byly pořízeny až v roce 1939, ty pak byly v roce 1942 opět rekvírovány. Nové zvony pak byly pořízeny v letech 1943, 1949 a 1959, ve věži však zůstal i přes dvojí rekvíraci zvon z roku 1699, ten je zasvěcený svatému Michaelovi.